# Шабо, Джефф
Джулиан Джеффри Гастон Шабо (фр. Julian Jeffrey Gaston Chabot; род. 12 февраля 1998, Ханау, Гессен), более известный как Джефф Шабо (нем. Jeff Chabot) — немецкий футболист, защитник клуба «Штутгарт».

## Карьера
Воспитанник клуба «РБ Лейпциг». Провёл два сезона за молодёжную команду, в которых сыграл 40 встреч. Летом 2017 года в статусе свободного агента подписал контракт с нидерландским клубом «Спарта» сроком на три года. 12 августа 2017 года дебютировал в составе «Спарты» в Эредивизи поединком против «ВВВ-Венло», выйдя в стартовом составе и будучи удалённым с поля на 83-й минуте за две жёлтые карточки.
В июле 2018 года перешёл в «Гронинген», подписав с клубом контракт на четыре года.
Выступал за юношеские сборные Германии до 17 и 19 лет. Принимал участие в чемпионате Европы 2017 среди юношей до 19 лет, на турнире сыграл в двух встречах.

## Достижения
«Штутгарт»
- Обладатель Кубка Германии: 2024/25